# 272a Divisió de Fusellers (Unió Soviètica)
La 272a Divisió de Fusellers Svir Pomerània Bandera i Estrella Roja va ser una divisió soviètica durant la Gran Guerra Patriòtica.

## Història
La divisió va ser creada al juliol de 1941 a partir de lleves de les províncies de Leningrad i de Tikhvin.
Des del moment de la seva creació lluità al Front Nord, formant part del Grup Petrozavodsk, lluitant a les zones de Petrozavodsk i Pryajinskoie, durant la reconquesta finesa de Ladoga Karelia on va ser envoltada. El setembre del 1941, la divisió trencà el setge a Petrozavodsk, participant en els combats al seu voltant, prop de Drevlianki. Les restes de la divisió que van queda després de la caiguda de la ciutat van ser traslladades a Svir, a bord de la Flotilla Onejskaia.
A l'octubre de 1941, la divisió cobreix el Vitegra, on torna a combatre els finesos. El 18 d'octubre, després d'una preparació d'artilleria de gran abast, els finesos van passar a l'ofensiva i els van capturar el poble de Koromislovo. Després d'aquesta pèrdua, la divisió és traslladada a Oixtoi; i al desembre torna a ser equipada i prova un cop més de llançar-se a l'atac, però torna a patir grans pèrdues i l'èxit no s'aconsegueix en cap front.
Fins a 1944, es dedicà a la defensa del riu Svir. Al mes de juny, participa en l'ofensiva de Viborg-Petrozavodsk, ofensiva en la que s'alliberaren 115 assentaments, incloent Salmi i Pitkiaranta. Després de recuperar-se, la divisió va ser enviada a Polònia, on participà en l'ofensiva de la Pomerània Oriental, participant en els alliberaments de les ciutats de Kolberg i Gdynia.

## Unitats
- 1061r Regiment d'Infanteria
- 1063è Regiment de Fusellers
- 1065è Regiment de Fusellers
- 815è Regiment d'Artilleria
- 340è Batalló Anti-tanc
- 359è Batalló de Reconeixement
- 555è Batalló Pescamines HIDRATAR
- 749è Batalló Independent d'Enllaç
- 317è Batalló Mèdic Sanitari
- 382è Batallo Independent de Protecció Química
- 430a Companyia de Camions
- Hospital Veterinari de divisió
- 1.617a Estació Postal de Campanya
- Secció del Banc de l'Estat

| Data       | Front (districte)  | Exèrcit           | Cos                                | Notes                                                               |
| ---------- | ------------------ | ----------------- | ---------------------------------- | ------------------------------------------------------------------- |
| 01/08/1941 | Front Nord         |                   |                                    | L'agost va passar a formar part de la Força de Tasques Petrozavodsk |
| 01/09/1941 | Front de Carèlia   | 7è Exèrcit        |                                    |                                                                     |
| 01/07/1942 |                    | 7è Exèrcit        | 4t Cos de Fusellers                |                                                                     |
| 01/10/1942 |                    | 7è Exèrcit        |                                    |                                                                     |
| 01/01/1943 |                    | 7è Exèrcit        | 4t Cos de Fusellers                |                                                                     |
| 01/03/1944 | Front de Carèlia   | 7è Exèrcit        | 4t Cos de Fusellers                |                                                                     |
| 01/07/1944 | Front de Carèlia   | 7è Exèrcit        |                                    |                                                                     |
| 01/12/1944 | Reserva Stavka     | 32è Exèrcit       | 134è Cos de Fusellers              |                                                                     |
| 01/02/1945 | 2n Front de Rússia | 19è Exèrcit       | 134è Cos de Fusellers              |                                                                     |
| 01/05/1945 | 2n Front de Rússia | 2n Exèrcit de Xoc | 40è Cos de Fusellers de la Guàrdia |                                                                     |

## Comandants
- Coronel Mitrofan Ivanovitx Potapov (10/07/1941 - 22/09/1941)
- General Mikhaïl Semenovitx Kniazev (23/09/1941 - 15/10/1941)
- Coronel Veniamin Semenovitx Romanov (16/10/1941 - 02/04/1942)
- Coronel Fatikhov Garipovitx Bulatov (04/04/1942 - 22/04/1942)
- Coronel Ivan Mohini (25/04/1942 - 07/10/1942)
- General Zinovi Nesterovitx Alekseev (08/10/1942 - 09/07/1943)
- Coronel Vasili Mikhailovitx Mexkov (10/07/1943 - 09/05/1945)

## Premis
- 1944 - va rebre l'Orde de la Bandera Roja
- 1944 - va rebre l'Orde de l'Estrella Roja
- 1944 - va rebre el títol honorífic de "Svirskaia".
- 1945 - va rebre el títol honorífic de "Pomerània".

## Membres destacats de la divisió
- Aseev, Alexei Alexandre: Soldat ras del 1063è Regiment de Fusellers – Rebé el títol d'Heroi de la Unió Soviètica el 21 de juliol de 1944 quan, formant part del grup d'intel·ligència, obrí els punts de foc de l'enemic al riu Svir i, travessant el riu, va prendre part en la seva destrucció.
- Balandin, Mikhaïl Fokitx: Tinent, comandant de secció al 1065è Regiment de Fusellers – Rebé el títol d'Heroi de la Unió Soviètica el 21 de juliol de 1944 en la travessa del riu Svir. El seu grup havia arribat a la riba oposada en primer lloc, desplegant-se ràpidament per ocupar les trinxeres enemigues. Destruïren un búnquer enemic i un lloc de metralladores.
- Berestovenko, Mikhaïl Parfirovitx: Tinent, comandant de secció al 1065è Regiment de Fusellers – Rebé el títol d'Heroi de la Unió Soviètica el 21 de juliol de 1944 quan, travessant el riu Svir, silencià 4 punts de tir de l'enemic i, amb la seva unitat, avançà profundament en territori enemic, obrint el pas a altres seccions del regiment. Participà en la Desfilada de la Victòria.
- Demenkov, Lawrence V.: Tinent, comandant de secció al 1063è Regiment de Fusellers – Rebé el títol d'Heroi de la Unió Soviètica el 21 de juliol de 1944 quan, comandant un grup de voluntaris assignats al grup de fusellers i sapadors, superà la segona línia de trinxeres enemigues, arribant a la carretera Sortavala - Petrozavodski consolidà el seu control.
- Illiuxko, Pavel Ivanovitx: Tinent, comandant del 815è Regiment d'Artilleria – Rebé el títol d'Heroi de la Unió Soviètica el 21 de juliol de 1944 quan, avançant a les proximitats de Lodeinoie, identificà els emplaçaments d'artilleria enemics, destruint-los i donant suport a la travessa del riu Svir.
- Leonov, Mikhaïl Ivanovitx : Sergent, assistent del comandant del 1061r Regiment d'Infanteria – Rebé el títol d'Heroi de la Unió Soviètica el 21 de juliol de 1944 quan, durant la travessa del riu Svir, destruí una metralladora i 8 emplaçaments de tir i capturà 2 magatzems d'aliments i equips de comunicacions.
- Martinenko, Ivan Pavlovitx : Sergent, comandant de sots-divisió del 1063è Regiment d'Infanteria – Rebé el títol d'Heroi de la Unió Soviètica el 21 de juliol de 1944 quan, durant la travessa del riu Svir, va irrompre en una trinxera enemiga, destruí un búnquer. Va morir en acció el 16 de juliol de 1944.
- Dalidovitx, Alexander Iliitx: Sergent, franctirador del grup d'exploradors a peu d'intel·ligència del 1063è de Fusellers – Cavaller Absolut de l'Orde de Glòria
- Presniakov, Mikhaïl Ivanovitx: Sergent, comandant del grup d'exploradors a peu d'intel·ligència del 1065è de Fusellers – Cavaller Absolut de l'Orde de Glòria